# Würselen
Würselen este un oraș din landul Renania de Nord-Westfalia, Germania.

## Personalități născute aici
- Torsten Frings (n. 1976), fotbalist.

1. ↑  Alle politisch selbständigen Gemeinden mit ausgewählten Merkmalen am 31.12.2018 (4. Quartal) (în germană), Statistisches Bundesamt[*], arhivat din original la 10 martie 2019, accesat în 10 martie 2019
2. ↑   http://www.statistik-portal.de/Statistik-Portal/gemeindeverz.asp?G=05334036 Lipsește sau este vid: |title= (ajutor)